# Sinagoga vecchia Emanu-El di New York

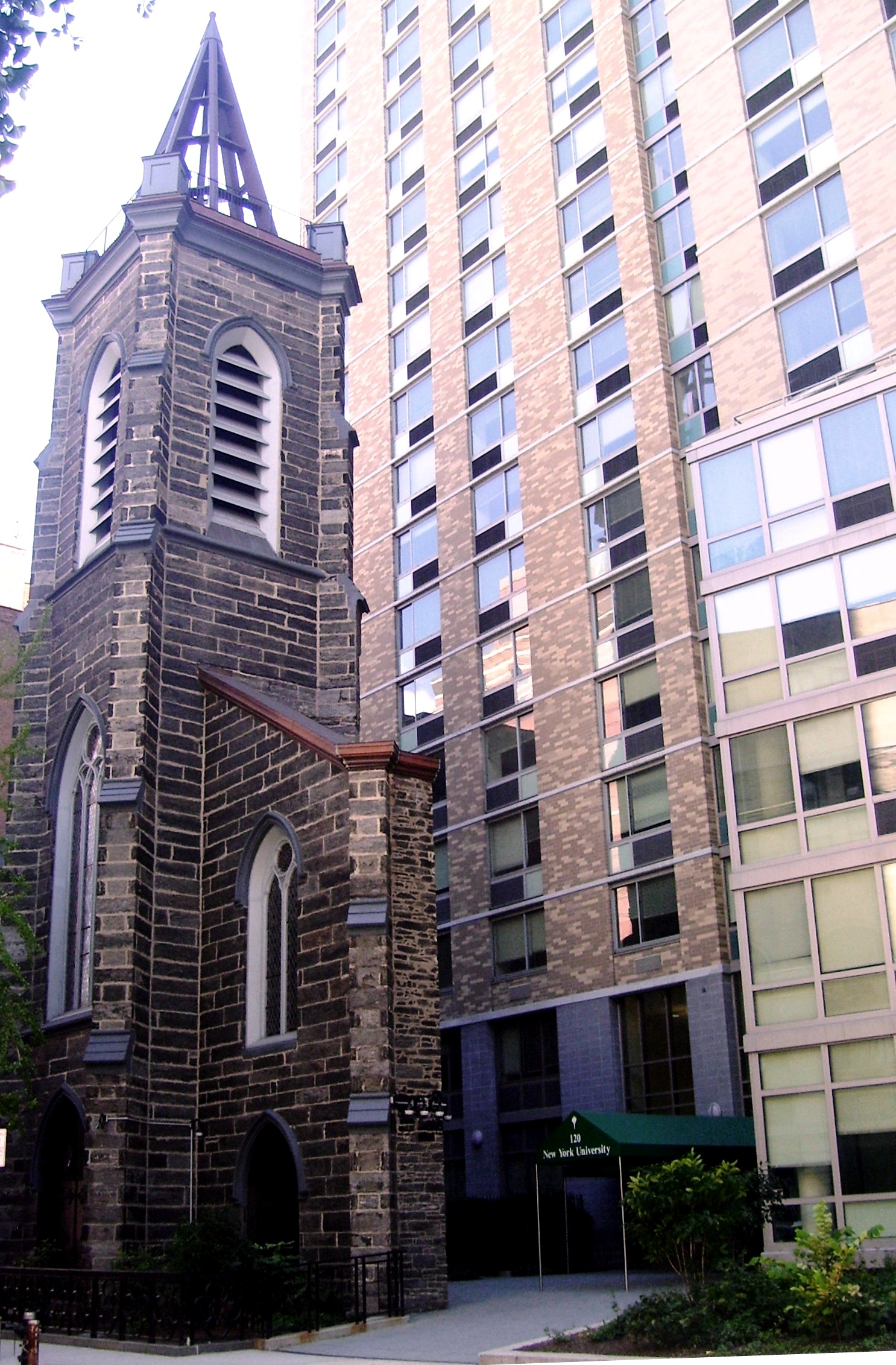
Resti architettonici dell'ex-chiesa battista, utilizzata dal 1854 al 1868 come sinagoga dalla congregazione Emanu-El, prima della costruzione della sinagoga vecchia

Lo sinagoga vecchia Emanu-El di New York, oggi scomparsa, era allora la più grande sinagoga di New York. Così chiamata dal nome della congregazione che la edificò nel 1868 in stile neomoresco, era situata sulla Fifth Avenue all'angolo con la 43rd Street. Fu demolita nel 1927, quando fu inaugurata la nuova sinagoga Emanu-El di New York.

## Storia e descrizione
La congregazione Emanu-El si era costituita nel 1845 come prima congregazione riformata di New York. Nel 1847 la congregazione acquistò e riadattò al culto ebraico su progetto di Leopold Eidlitz una ex-chiesa metodista su 56 Christie Street (oggi scomparsa). Nel 1854 seguendo gli spostamenti demografici della comunità verso i nuovi quartieri settentrionali una ex-chiesa battista su 110 East 12th Street fu scelta come nuovo luogo di culto (l'edificio divenuto nel 1871 la chiesa cattolica di Sant'Anna e quindi nel 1983 la cattedrale armena cattolica di Sant'Anna, fu parzialmente demolito nel 2006, rimanendone solo la facciate e la torre di ingresso).
La sinagoga vecchia Emanu-El di New York, situata sulla Fifth Avenue all'angolo con la 43rd Street, fu la prima sinagoga costruita come tale dalla comunità nel 1868. Il progetto fu affidato all'architetto Leopold Eidlitz, in collaborazione con Henry Fernbach. Era allora il più grande edificio sinagogale di New York. La scelta dello stile neomoresco rifletteva da un lato il desiderio della comunità di "mostrarsi" con orgoglio all'attenzione pubblica, dall'altro era un omaggio alla nuova moda diffusa negli ambienti dell'ebraismo riformato americano dopo la costruzione nel 1866 della sinagoga Isaac M. Wise di Cincinnati.
La cerimonia di inaugurazione, l'11 settembre 1868, attrasse una larga folla e l'entusiastica attenzione della stampa. Il New York Times definì senza mezzi termini l'edificio come "the latest architectural sensation of this city". La sinagoga in effetti non era fatta per passare inosservata, per le sue dimensioni monumentali e l'esotica architettura, con due alte e snelle torri sulla facciata e una moltitudine di torrette decorative a minareto. L'interno aveva un impianto basilicale a tre navate su alte colonne, con ricche ed elaborate decorazioni.
Per 59 anni la sinagoga rimase il centro principale dell'ebraismo riformato newyorchese, ma ancora una volta il grande incremento nel numero di membri, unito ai flussi demografici che spingevano la comunità sempre più a nord, richiese la costruzione di un nuovo edificio e l'individuazione di una nuova sede.
Nel 1925 la sinagoga fu venduta per comprare un nuovo terreno sempre sulla prestigiosa Fifth Avenue ma molto più a nord, all'altezza della 65th Street. Il vecchio edificio fu demolito nel 1927 per far spazio ad edifici commerciali e cominciarono i lavori per la nuova sinagoga. Nel frattempo la comunità si riuniva presso la sinagoga Beth-El di New York, che dal 1891 sorgeva sempre sulla Fifth Avenue all'altezza della 75th Street; le due congregazione si erano formalmente unite l'11 aprile 1927. La nuova sinagoga Emanu-El di New York fu inaugurata il 10 gennaio 1930.
A ricordo del vecchio edificio rimangono solo alcune foto e disegni d'epoca.